# 王梓怡
王梓怡，筆名王子麵，台灣女性插畫家，復興商工美工科繪畫組畢業。
王梓怡現任復興商工的插畫老師。自復興美工畢業後，王梓怡即從事設計工作，主要參與報刊和商品的插畫設計。除了畫插畫，更擔任許多學校的老師、營隊的講師。同時也參與許多公益活動，曾做過流浪動物志工。

## 出版物
- 《ＣＧ插畫向上計劃》／旗標出版，出版日：2006/10/15，ISBN 9574423883
- 《愛河》/台灣東華書局＆國美館，出版日：2006/12/18，ISBN 9789860074550
- 《大師密碼Z：小鞋匠大冒險》/法鼓文化，出版日：2008/05/01，ISBN 9789575984304
- 《豌豆三兄弟》(中英繪本，附CD)/彩虹兒童文化，出版日：2005/09/23，ISBN 9789867579997；曾在2010年由中國大陸西安交通大学出版社發行簡體中文版。

- 《創意市集103》 / 三文化，出版日：2007/01/17，ISBN 9789866920332

## 外部連結
- 王子麵的創作空間
- 王子麵的部落格 （页面存档备份，存于）